# Stalaktit
Stalaktiti (grčki: Σταλακτίτης, stalaktites - kapanje) su špiljski ukrasi koji vise sa stropa (ili zidova) špilje. Nastaju kao talog kalcijevog karbonata iz mineralne otopine. Odgovarajuća forma koja raste od poda prema stropu je stalagmit. Stalaktiti nastaju isparavanjem vode iz mineralne otopine kalcijevog karbonata prije nego što ona kapne sa stropa špilje, a stalagmiti nakon što kapne. Ako se stalaktit i stalagmit spoje nastane špiljski stup (stalagnat). Svi slični spiljski oblici (stalaktiti, stalagmiti, heliktiti, špiljski stupovi) se nazivaju speleoteme. Stalaktiti obično nastaju u špiljama u krškom reljefu koji je bogat kalcijevim karbonatom.
Najduži stalaktit na svijetu je u špilji Gruta Rei do Mato u Brazilu. Dugačak je 20 m. Drugi poznat stalaktit je u špilji County Clare u Irskoj.